# Бердничиха
Бердничиха (рос. Бердничиха) — присілок в Варнавинському районі Нижньогородської області Російської Федерації.
Населення становить 0 осіб. Входить до складу муніципального утворення Михаленинська сільрада.

## Історія
Від 2009 року входить до складу муніципального утворення Михаленинська сільрада.

## Населення
| 1999 | 2002 | 2010 |
| ---- | ---- | ---- |
| 3    | ↗5   | ↘0   |